# Lyprauta apicalis
Lyprauta apicalis är en tvåvingeart som först beskrevs av Shaw 1935.  Lyprauta apicalis ingår i släktet Lyprauta och familjen platthornsmyggor.
Artens utbredningsområde är South Carolina. Inga underarter finns listade i Catalogue of Life.